# William Ranford
William Edward Ranford, dit Bill Ranford, (né le 14 décembre 1966 à Brandon dans le Manitoba au Canada) est un gardien de but professionnel de hockey sur glace qui a pris sa retraite en 2000. 

## Biographie

### Carrière en club
Après des débuts faits dans la Ligue de hockey de l'Ouest avec les Bruins de New Westminster en 1983, il intègre la Ligue nationale de hockey à la suite du repêchage d'entrée 1985. Il est alors choisi par les Bruins de Boston en tant que 52e choix au total (troisième ronde).
Lors de sa première saison dans la LNH, en 1985-1986, il ne joue que quatre matchs dans la ligue et passe la majorité de la saison dans la WHL. Il est nommé à l'issue de la saison dans la seconde équipe type de la saison. Lors de ses quatre apparition sur la glace, il remporte tout de même trois victoires.
Au début de la saison suivante, il est affecté aux Golden Flames de Moncton de la Ligue américaine de hockey mais après trois victoires en autant de match, il intègre l'effectif des Bruins pour le reste de la saison. Quand Terry O'Reilly prend la place de Butch Goring derrière le banc des Bruins, Ranford est échangé aux Oilers d'Edmonton en retour d'Andy Moog. À la suite de cet échange, il rejoint dans un premier temps la franchise de la LAH des Mariners du Maine mais c'est sa dernière saison jouée dans une ligue mineure. Il joue tout de même quelques matchs dans la LNH avec les Oilers et remporte avec eux sa première Coupe Stanley à l'issue des séries éliminatoires de 1988. Il joue alors en tant que remplaçant de Grant Fuhr.
En 1990, Fuhr est blessé et Ranford peut alors se mettre en avant en menant son équipe à une nouvelle Coupe Stanley. D'un point de vue personnel, il remporte le trophée Conn-Smythe du meilleur joueur des séries. En 1991, il est sélectionné pour jouer le 42e Match des étoiles de la LNH. Il va jouer encore six saisons avec les Oilers mais leur décennie de gloire est passée et ils ne gagneront plus une seule Coupe Stanley.
À la suite de la saison 1994-1995, il retourne jouer deux saisons pour les Bruins mais sa fin de carrière commence à se faire sentir et il met fin à sa carrière en 2000 après avoir joué pour les Capitals de Washington, le Lightning de Tampa Bay puis les Red Wings de Détroit en trois saisons. Il annonce sa retraite le 24 avril 2000.

### Carrière internationale
Il représente le Canada la première fois en 1991 lors de la Coupe Canada. Il mène son pays à la victoire et est élu meilleur joueur du tournoi. Il est à nouveau sélectionné avec l'équipe nationale lors des éditions du championnat du monde de 1993 et 1994. Lors de cette dernière édition, il remporte la médaille d'or et est nommé meilleur joueur du tournoi.

### Après carrière
Il joue dans le film Miracle, film retraçant le parcours de l'équipe des États-Unis aux Jeux olympiques de 1980. Il joue alors le rôle de Jim Craig pour les scènes sur la glace alors que Eddie Cahill joue celles en dehors de la glace.
En 2006, il devient l'entraîneur des gardiens des Kings de Los Angeles de la LNH.
Le 11 juin 2012, il remporte la Coupe Stanley 2012 avec les Kings de Los Angeles.

## Parenté dans le sport
Il est l'oncle du joueur de hockey professionnel, Brendan Ranford.